# Liste der Länderspiele der sowjetischen Eishockeynationalmannschaft

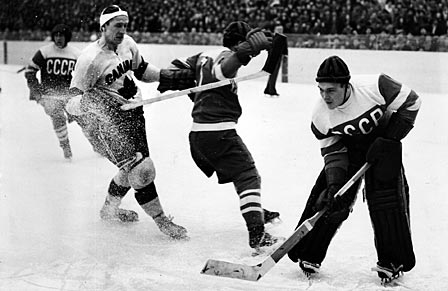
Spiel zwischen der Sowjetunion und Kanada (7:2) bei der Weltmeisterschaft 1954

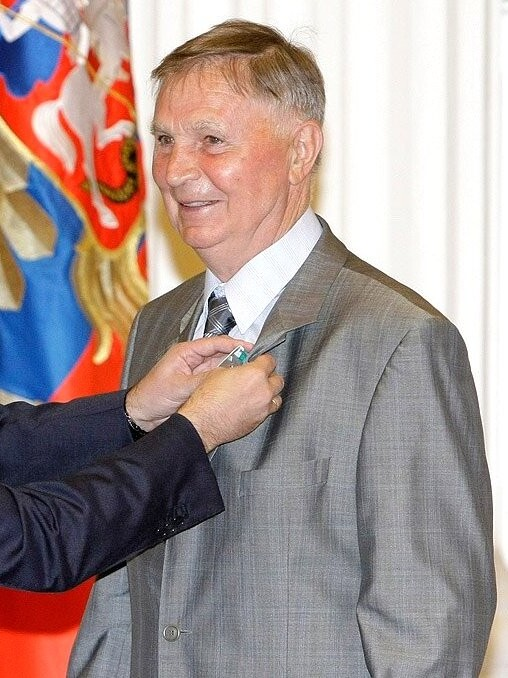
Trainer Wiktor Tichonow prägte über Jahrzehnte die Nationalmannschaft.

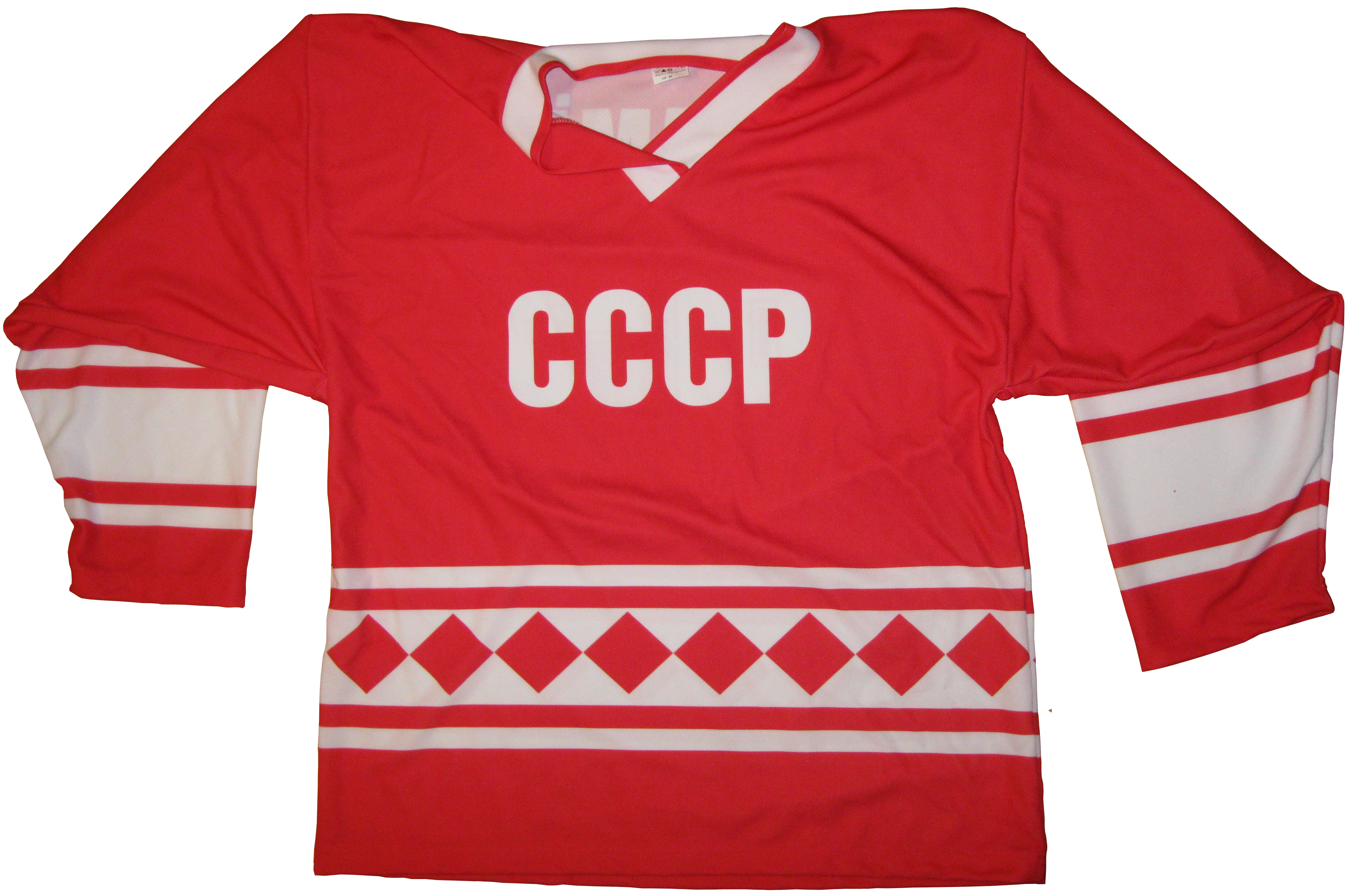
Trikot der sowjetischen Eishockeynationalmannschaft

Die Liste der Länderspiele der sowjetischen Eishockeynationalmannschaft führt alle offiziellen Spiele der Sbornaja (deutsch Auswahl) auf. Die sowjetische Eishockeynationalmannschaft bestritt in ihrer Geschichte von 1954 bis zum Zerfall der Sowjetunion im Dezember 1991 die Zahl von 900 Spielen. Dabei kam man auf die beeindruckende Bilanz von 725 Siegen, 110 Unentschieden und nur 65 Niederlagen. Die russische Eishockeynationalmannschaft ist der Rechtsnachfolger der UdSSR-Auswahl. Zusammengenommen weist die Rekordbilanz neun Olympiasiege und 27 Weltmeistertitel auf. 

## Geschichte der Mannschaft
Nach dem ersten Spiel gegen die Eishockeynationalmannschaft der DDR am 22. April 1951, das mit einem eindeutigen 23:2 für die Sowjets endete, wurde man 1952 Mitglied der Internationalen Eishockey-Föderation (IIHF). Das Team trat ab 1954 auf internationaler Ebene auf. Erster Gegner waren am 29. Januar 1954 die Finnen. Die Partie in Tampere endete mit einem 8:1-Auswärtssieg. Bei ihrer ersten Teilnahme an einer Weltmeisterschaft im gleichen Jahr konnte sofort der erste Titelgewinn gefeiert werden. Im letzten Turnierspiel wurde der damalige Rekordweltmeister und Olympiasieger Kanada mit 7:2 geschlagen.
Dieser erste Triumph läutete eine Wachablösung an der Spitze des Eishockeys ein. Kanada als Mutterland der Sportart und zu diesem Zeitpunkt 6-maliger Olympiasieger und 15-facher Weltmeister musste die Vorherrschaft an die Osteuropäer abtreten. Von 1954 bis 1991 errang die Sbornaja acht Olympiasiege, 22 Weltmeisterschaftstitel und 27 Europameisterschaftserfolge sowie 19 Siege im heimischen Iswestija-Pokal. Den höchsten Sieg konnte man am 26. Dezember 1967 gegen Italien verbuchen. Der Endstand lautete 28:2, nachdem es schon nach dem ersten Drittel 18:0 stand. Das letzte Spiel wurde am 10. November 1991 anlässlich des Deutschland Cup ausgetragen. Dort trennte man sich von den Schweden mit 2:2 Toren.
Die größte Anzahl an Spielen bestritt Stürmer Alexander Malzew, der in seiner rund 15-jährigen Länderspielkarriere (1968 bis 1983) 321 Spiele bestritt und dabei 213 Tore erzielte. Dies ist ebenfalls Rekord. Der effektivste Torschütze (bei Spielern mit mehr als 50 Spielen) war Wsewolod Bobrow. In 59 Länderspielen konnte er 94 Tore bejubeln (1,59 Tore pro Spiel). Die Sbornaja und ihre Erfolge sind eng mit dem Namen der Trainerlegende Wiktor Tichonow verbunden, der das Team von 1977 bis zum Ende betreute. In 413 Spielen stand er als Cheftrainer an der Bande, von denen seine Mannschaft 338 Mal das Eis als Sieger verließ.

## Länderspiele

### 1954 bis 1959
- Liste der Länderspiele der sowjetischen Eishockeynationalmannschaft 1954 bis 1959

### 1960 bis 1969
- Liste der Länderspiele der sowjetischen Eishockeynationalmannschaft 1960 bis 1969

### 1970 bis 1979
- Liste der Länderspiele der sowjetischen Eishockeynationalmannschaft 1970 bis 1979

### 1980 bis 1989
- Liste der Länderspiele der sowjetischen Eishockeynationalmannschaft 1980 bis 1989

### 1990 bis 1991
- Liste der Länderspiele der sowjetischen Eishockeynationalmannschaft 1990 bis 1991